# Limfjorden

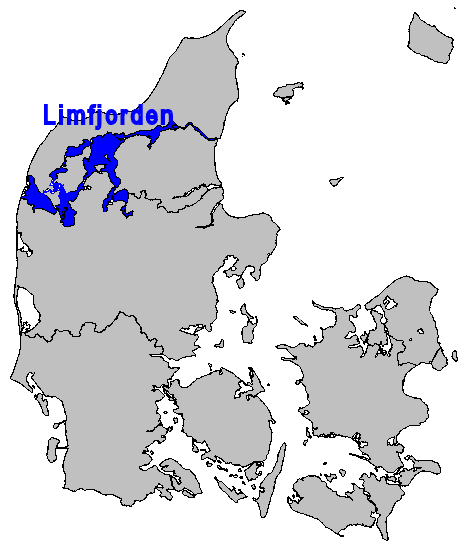

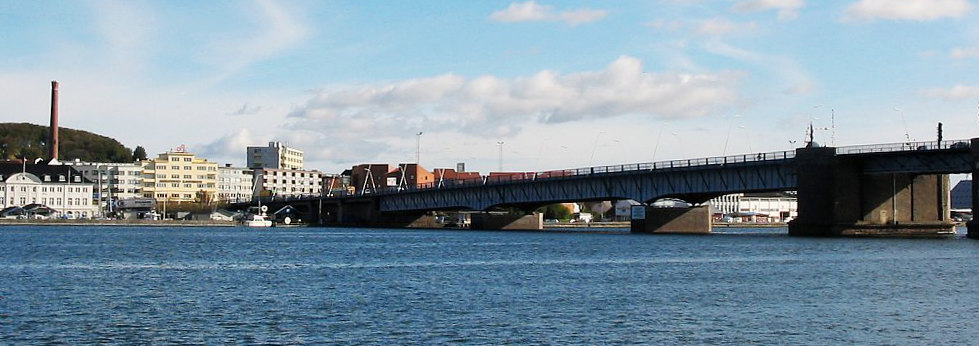
Limfjordsbroen förbinder Aalborg och Nørresundby

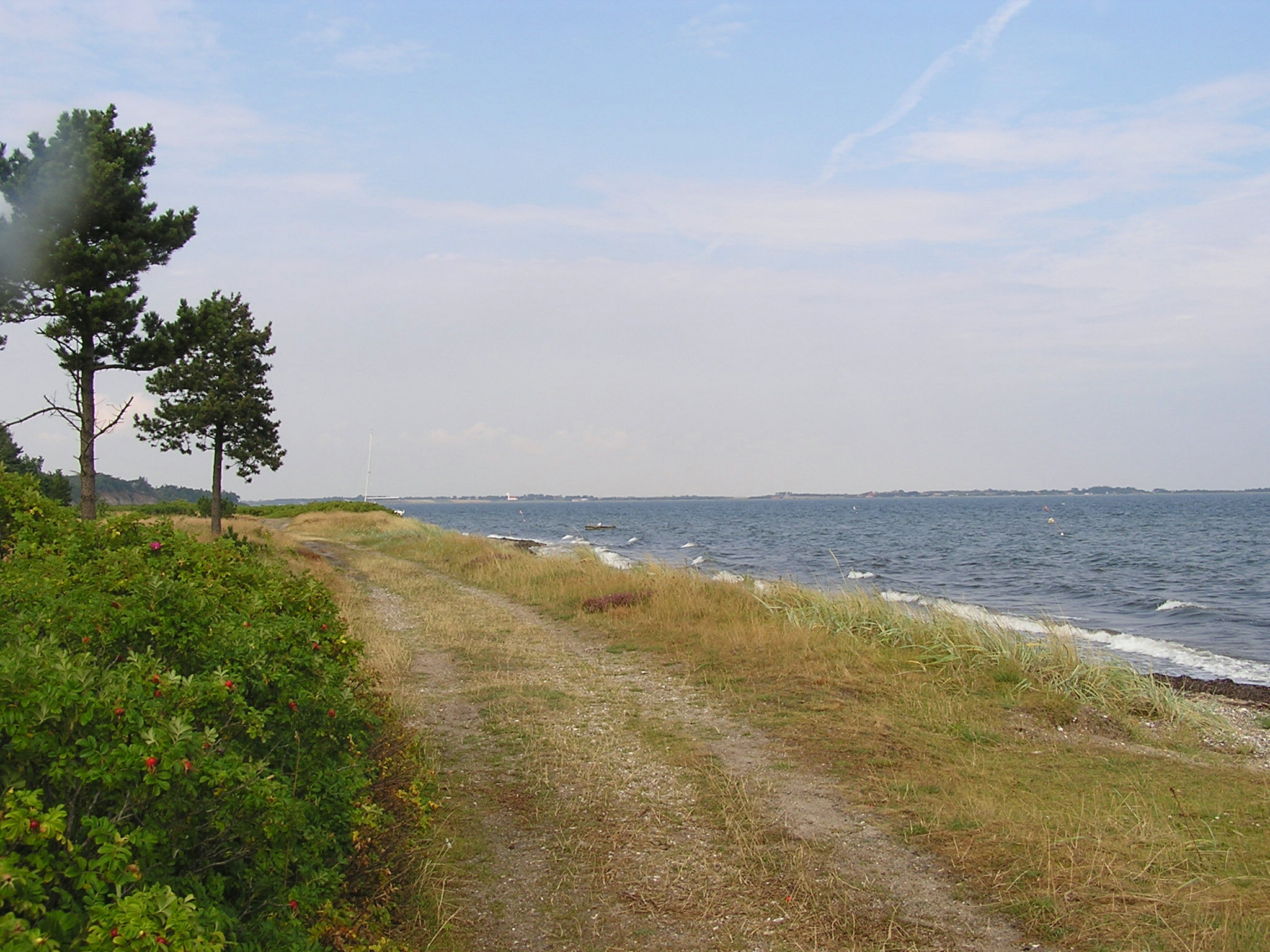
Odby Bugt

Limfjorden är ett 180 km långt sund i Jylland, som förbinder Nordsjön med Kattegatt och skiljer Nordjyska ön från det danska fastlandet.

## Historik och beskrivning
Från cirka år 1100 var Limfjorden just en fjord; då tillsandades ett västligt utlopp längre norrut vid Vust (Lund Fjord). Den 3 februari 1825 gjorde Nordsjön via en stormflod ett genombrott (februarflut 1825) vid Agger Tange, ett inlopp som dock så småningom sandades igen. Det nuvarande inloppet vid Thyborøn (Thyborøn kanal) längre norrut öppnades 1863.
Från Kattegatt till Ålborg är det grävt och muddrat (Langegatt), för fartyg till staden. Genombrottet i sandvallen mot Nordsjön var en katastrof. Namnet tros komma av att det danska ordet 'lim' tidigare betytt kalk. Det djupaste stället är i Hvalpsund, där det är 24 meter till botten.
Den västliga delen av Limfjorden (mellan Agger Tange och Aggersund) är ett omfattande system av småfjordar, sund och vikar. Delen mellan Aggersund och Ålborg är ett brett, flodliknande vattendrag.
Langerak är benämningen på Limfjordens östligaste och smala del mellan Ålborg och Hals. Langerak är ett cirka 30 kilometer långt och 1–2 kilometer brett sund. Vid Langeraks mynning i havet finns ett antal sandbankar ovan och under vattenytan, bland annat Hals Barre, Korsholm och Nordmandshage. Fartygstrafiken använder tre olika seglingsrännor för att komma in till Limfjorden; Egense dyb, Vejdyb och Hådybet.
Mors är fjordens största ö. 
Limfjorden är känt för sina ostron. Odlingen av musslor och ostron har dock på grund av föroreningar gått starkt tillbaka på senare år.